# ريتشارد برينكمان
ريتشارد برينكمان (بالألمانية: Richard Brinkmann) (و. 1921 – 2002 م) هو أستاذ جامعي، من ألمانيا، توفي في توبنغن، عن عمر يناهز 81 عاماً.

## مناصب وهيئات
أدار جامعة توبنغن.

## جوائز
حصل على جوائز منها:
- ضابط الصليب من وسام استحقاق جمهورية ألمانيا الاتحادية.